# Sommerfeuchte Tropen

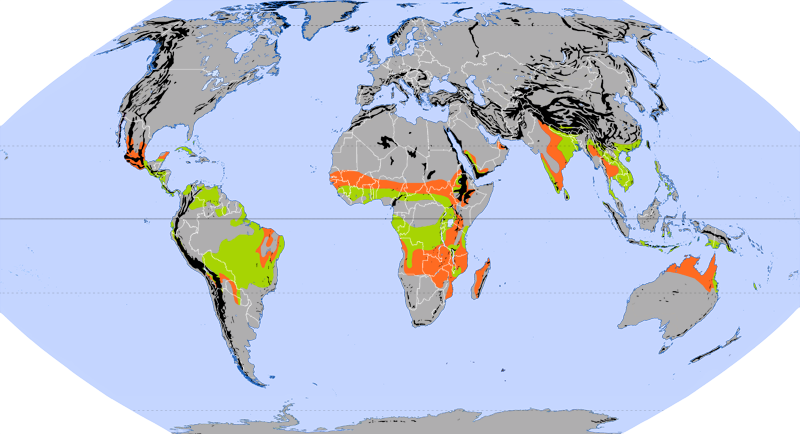
Sommerfeuchte Tropen:
Trockensavannen
Feuchtsavannen

Die Zone der Sommerfeuchten Tropen, auch Wechselfeuchte Tropen genannt, ist eine der neun weltumspannenden Ökozonen nach J. Schultz. Sie nimmt heute etwa 16,4 % der irdischen Landoberfläche ein. Anfang des 21. Jahrhunderts sind davon noch etwa 20 % in einem weitgehend naturnahen Zustand.
Sie decken jenen Teil der tropischen Klimazone ab, welcher durch eine starke Niederschlagsvariabilität gekennzeichnet ist. Flächenmäßig ist dies der weitaus größte Teil der Tropen. Die Regenzeiten und Trockenzeiten sind bedingt durch das jahreszeitliche Pendeln der innertropischen Konvergenzzone zwischen dem nördlichen und südlichen Wendekreis. Nach der vorherrschenden Vegetation kann diese Ökozone in die Landschaftstypen Feuchtsavanne, Trockensavanne, Dornstrauchsavanne, Tropischer Trockenwald und Monsunwald untergliedert werden.
Die Grenzen der Sommerfeuchten Tropen sind in der Realität fließend, so dass eine exakte Ausdehnung – wie auf der Karte gezeichnet – faktisch nicht festgelegt werden kann. Diese Tatsache wird verständlich, wenn man vergleichbare geozonale Modelle heranzieht, die z. T. deutliche Abweichungen aufweisen. Man betrachte dazu beispielsweise das vergleichbare Zonobiom der tropisch-subtropischen Regenzeitenwälder und Savannen auf der Karte der Zonobiome nach Walter und Breckle oder die FAO Ecozones.

## Klima
Die wechselnden Niederschläge führen dazu, dass viele Pflanzen entweder ihr Wachstum einschränken oder gar teilweise verdorren. Die Trockenzeiten dauern zwischen 2½ und 7½ Monaten und die Regenzeiten zwischen 4½ und 9½ Monate. Je weiter man sich vom Äquator entfernt, desto weniger ergiebig sind die Zenitalregen der Regenzeit und umso länger ist die Trockenzeit.
Von den immerfeuchten Tropen einerseits und den trockenen Tropen andererseits unterscheidet sich die auch als wechselfeuchte Tropen bezeichnete Zone dadurch, dass in ihr jeweils mehrere Monate aride und nur während der Regenzeiten humide Verhältnisse herrschen. Der Unterschied zu außertropischen Lebensräumen besteht darin, dass in ihnen die Temperaturen im Tagesverlauf stärker schwanken als im Verlauf des Jahres, das heißt, der Unterschied zwischen den durchschnittlichen nächtlichen Tiefstwerten und den mittleren Tageshöchstwerten ist größer als der zwischen den Minima und Maxima der Tagesmitteltemperatur des Jahres (Tageszeitenklima).